# Rolls-Royce Phantom Drophead Coupé
De Rolls-Royce Phantom Drophead Coupé was een luxe cabriolet van het Britse merk Rolls-Royce. De Drophead Coupé werd gebouwd onder de vlag van BMW dat sinds 2003 het recht heeft om Rolls-Royces te bouwen. De auto debuteerde tijdens de North American International Auto Show van 2007 en is gebaseerd op de 100EX conceptauto die in 2004 werd gebouwd om het honderdjarig bestaan van het merk te vieren. Na de Zenith Edition kwam de productie in 2016 definitief ten einde.

## Exterieur
Het exterieur trekt de lijn van het maritieme thema uit de 100EX door. De tweedeurs vierzitter beschikt over achterwaarts openende deuren en een tweekleurenschema dat de onder- en bovenkant van het koetswerk scheidt. De auto beschikt ook over een teakhouten afwerking. De motorkap is echter niet zoals op conceptauto van geborsteld aluminium gemaakt maar er is gekozen voor roestvast staal om het onderhoud te minimaliseren. De koplampen zijn direct overgenomen uit de Rolls-Royce Phantom. De auto is verkrijgbaar in 44.000 verschillende kleurcombinaties.
De auto moet, net als de Phantom, een luxe en moderne verbeelding van de Art deco-stijl zijn.

## Interieur
Het interieur is een combinatie van meerdere stijlen, zoals onder andere minimalisme en Art deco. In het interieur zijn veel verwijzingen te vinden naar het nautische thema door onder meer het gebruik van teakhout en afwerking zoals die ook te vinden is op een jacht. Het stuur en dashboard zijn bijna directe kopieën uit de Phantom.